# Federico Insúa
Federico Insúa (Buenos Aires, 3 januari 1980) is een Argentijns profvoetballer die in 2012 overging van Bursaspor naar Vélez Sársfield.Met het Argentijns voetbalelftal mocht hij al 14 keer spelen maar scoorde nooit.